# Dolno Sedlarce (Brvenica)
Dolno Sedlarce (makedonsky: Долно Седларце) je vesnice v Severní Makedonii. Nachází se v opštině Brvenica v Položském regionu.
Podle sčítání lidu z roku 2002 žije ve vesnici 693 obyvatel. Etnickými skupinami jsou:
- Makedonci – 690
- Srbové – 3